# Савчук, Мария Яковлевна
Мария Яковлевна Савчук (1928—2008) — советский передовик сельскохозяйственного производства. Герой Социалистического Труда (1971).

## Биография
Родилась 23 марта 1928 года в селе Избичня, Севского уезда Брянской губернии в крестьянской семье.
С 1941 по 1943 годы в период Великой Отечественной войны и оккупации Брянской области гитлеровскими войсками М. Я. Савчук вместе с матерью и сёстрами перенесли много трудностей и лишений находясь на оккупированной врагом территории. В 1943 году после освобождения района от немецко-фашистских захватчиков М. Я. Савчук восстанавливала колхозное и личное хозяйство.
С 1946 году семья М. Я. Савчук переселилась в Калининградскую область и  М. Я. Савчук начала свой трудовой путь — рядовой колхозницей в сельхозартели.
С 1961 года вернулась в Брянскую область в посёлок Лопандино и поступила работать — свинаркой в местный совхоз. М. Я. Савчук  вышла в число передовых животноводов Комаричского района Брянской области.
22 марта 1966 года Указом Президиума Верховного Совета СССР «за выдающиеся трудовые достижения» М. Я. Савчук была награждена  Орденом Знак Почёта.
С 1966 по 1970 годы в период 8-й пятилетки  М. Я. Савчук добилась ещё больших успехов — от закреплённой группы свиноматок она в среднем за год получала 19 поросят — рекордный для области результат. А всего М. Я. Савчук вырастила более — 3,5 тысячи поросят, сохранив — 99 процентов приплода.
8 апреля 1971 года Указом Президиума Верховного Совета СССР «за выдающиеся успехи, достигнутые в развитии сельскохозяйственного производства и выполнении пятилетнего плана продажи государству продуктов земледелия и животноводстве»  Мария Яковлевна Савчук была удостоена звания Героя Социалистического Труда с вручением Ордена Ленина и золотой медали «Серп и Молот».
Благодаря М. Я. Савчук — Лопандинская свинотоварная ферма долгое время была одной из лучших в Брянской области.
После выхода на пенсию проживала в посёлке Лопандино. Скончалась 10 июля 2008 года.

## Награды
- Медаль «Серп и Молот» (8.04.1971)
- Орден Ленина (8.04.1971)
- Орден Знак Почёта (22.03.1966)
- Медаль «В ознаменование 100-летия со дня рождения Владимира Ильича Ленина»